# 2,6-Diaminopyridin
2,6-Diaminopyridin (kurz: 2,6-DAP) ist eine aromatische heterocyclische Verbindung, die aus einem Pyridinring mit zwei Aminogruppen in den Positionen 2 und 6 besteht. Es ist eines von sechs isomeren Diaminopyridinen. Ein bedeutsames Isomer ist 3,4-Diaminopyridin (Amifampridin).

## Synthese
2,6-Diaminopyridin kann durch Tschitschibabin-Reaktion aus Pyridin und Natriumamid hergestellt werden.
Auch die Reaktion von 2,6-Dichlorpyridin mit wässrigem Ammoniak unter Katalyse mit Kupfersalzen wie Kupfersulfat, Kupfer(I)-chlorid oder Kupfer(I)-iodid führt zum 2,6-Diaminopyridin.

## Eigenschaften
2,6-Diaminopyridin ist ein starker Hautsensibilisator. in vitro Studien zeigten mutagene Eigenschaften, die aber im Tierversuch nicht bestätigt werden konnten. Der n-Octanol-Wasser-Verteilungskoeffizient liegt bei {\displaystyle \log P_{ow}=-0,173}.

## Verwendung
2,6-Diaminopyridin dient als Edukt in der Synthese verschiedener Produkte wie Farbstoffe, Liganden, Arzneistoffen, Pestiziden und Monomeren. Fenazopyridin wird z. B. daraus hergestellt. Als Diamin kann es zusammen mit Carbonsäuren in der Synthese von Polyamiden eingesetzt werden. Mit Isocyanaten sind Polyharnstoffe zugänglich.
In oxidativen Haarfärbemitteln wird 2,6-Diaminopyridin gemischt mit Wasserstoffperoxid angewendet. Die Menge des Diamins darf dabei nach der Verordnung (EU) Nr. 1197/2013 nicht höher als 0,15 % sein.

## Sicherheitshinweise
2,6-Diaminopyridin hat einen Flammpunkt von 155 °C.